# 重視理解的課程設計
重視理解的課程設計（又譯「解決問題的學習」，UbD）由Grant Wiggins以及Jay McTighe兩位美國教育家於1998年開始推廣，這個理論期盼課程能夠以學習者為中心，以解決問題為課程主要內容，並且透過多元的方法評量學習成果。